# Uttarganga
Uttarganga (nep. उत्तरगंगा) – gaun wikas samiti w zachodniej części Nepalu w strefie Bheri w dystrykcie Surkhet. Według nepalskiego spisu powszechnego z 2001 roku liczył on 2126 gospodarstw domowych i 10 200 mieszkańców (5243 kobiet i 4957 mężczyzn).